# Qiu Ju, une femme chinoise
Pour plus de détails, voir Fiche technique et Distribution.
Qiu Ju, une femme chinoise (秋菊打官司, Qiū jú dǎ guānsī) est un film chinois réalisé par Zhang Yimou, sorti en 1992.

## Synopsis
Qinglai, le mari de Qiu Ju, a été humilié publiquement par Wang Tang, le chef du village qui l'a roué de coups. Ce dernier est prêt à les dédommager mais Qiu Ju, modeste paysanne chinoise enceinte, refuse l'argent et veut obtenir des excuses. Pour y parvenir elle va se battre contre tous parce qu'à ses yeux l'honneur n'a pas de prix. Le film est un bon exposé du droit chinois.

## Fiche technique
- Titre : Qiu Ju, une femme chinoise
- Titre original : 秋菊打官司 / Qiū jú dǎ guānsī'
- Réalisation : Zhang Yimou
- Scénario : Liu Heng d'après le livre de Yuan Bin Chen
- Production : Yiting Feng et Fung Kwok Ma
- Musique : Zhao Jiping
- Photographie : Xiaoning Chi, Hongyi Lu et Xiaoquin Yu
- Montage : Yuan Du
- Costumes : Huamiao Tong
- Pays d'origine : Chine
- Format : Couleurs - Dolby
- Genre : Comedie_dramatique
- Durée : 101 minutes
- Date de sortie : 1992

## Distribution
- Gong Li : Qiu Ju
- Peiqi Liu : Wan Qinglai
- Liuchun Yang : Meizi, la sœur de Qinglai
- Quesheng Lei : Wang Shantang, chef du village
- Zhijun Ge : Officier Li

## Récompenses et distinctions
- Lion d'or à la Mostra de Venise
- Coq d'or du meilleur film 1993